# Andrzej Janowicz
Andrzej Janowicz (ur. 18 stycznia 1945, zm. 25 lipca 2010) – polski lekkoatleta, specjalizujący się w biegach średniodystansowych. Mistrz i reprezentant Polski

## Życiorys
Był zawodnikiem Gwardii Bydgoszcz i Gwardii Warszawa.
Na mistrzostwach Polski seniorów zdobył trzy medale: złoty w sztafecie 4 x 400 metrów w 1969 oraz brązowe w biegu na 800 metrów w 1966 i 1968. 
Dwukrotnie wystąpił w meczach międzypaństwowych (raz w 1967, raz w 1968), w obu startach pobiegł na 800 metrów, zajmując drugie miejsce.
Rekord życiowy na 800 metrów: 1:47,8 (29.08.1969).
Zmarł 25 lipca 2010 w Warszawie i został pochowany na Cmentarzu Komunalnym Północnym(kwatera S-X-3, rząd 23, grób 45)